# Елізабет Жаке де ла Герр
Елізабет Жаке де ла Герр (фр. Élisabeth Jacquet de La Guerre, 17 березня 1665, Париж — 27 червня 1729, там само) — французька клавесиністка й композитор.

## Біографія й творчість
Народилася в родині музикантів. У п'ятирічному віці грала на клавесині перед Людовиком XIV. В 1684 році вийшла заміж за органіста Марена де Ла Герра й залишила двір. В 1687 році вийшла перша книга її «П'єс для клавесина». Писала також тріо, сонати, кантати, залишила оперу «Кефал і Прокрида» (1694) — першу оперу, написану жінкою у Франції.
Її ім'я потрапило до трактату Еврара Тітона дю Тійє «Французький Парнас» (1732), в якому були увічнені в строгому ієрархічному порядку усі найзначніші діячі французької культури.